# Nicolás de Romanis
Nicolás de Romanis (+ 1218/1219), Cardenal y Legado papal. 

## Biografía
Obispo de Frascati desde 1204 o 1205. Creado cardenal en el consistorio de 1205 por el papa Inocencio III. Estrechamente asociado con el papa Inocencio III como administrador y legado papal. Decano del Colegio Cardenalicio desde 1211.
En 1207, el Papa Inocencio III impuso al reino de Inglaterra un entredicho (o interdicto) como respuesta a la actuación del Rey Juan (1199-1215) respecto al nombramiento del nuevo Arzobispo de Canterbury. El entredicho se mantendría hasta 1213 cuando el rey Juan aceptó al elegido papal, Stephen Langton, como Arzobispo de Canterbury. Nicolás actuó como representante del Inocencio durante todo el Interdicto. En septiembre de 1213 llegó para proceder al levantamiento del entredicho.
Depuso al abad de la Abadía de Evesham, Roger Norreis, por corrupto al que destinó al priorato de Penwortham.. También intervino en la abadía de Bardney para deponer al abad, e igualmente procedió con Ralph de Arundel, abad de Westminster.
Intentó mediar entre el rey Juan y sus barones, respecto a la situación de los alguaciles (los Cherifs) y tratando de aplicar la carta papal para apaciguar a las dos partes.
El 1 de octubre de 1213, mientras Nicholas de Romanis estaba trabajando para lograr el fin del Interdicto, los ciudadanos de Oxford le enviaron una carta pidiéndole que resolviera sus problemas con los profesores que enseñaban en la ciudad. Años antes, mientras estuvo vigente el entredicho, en 1209, un profesor (scholar) de la universidad de Oxford fue acusado en 1209 de violar a una mujer. Al no ser encontrado este profesor, los burgueses colgaron a tres de sus amigos en represalia por aquel delito. La universidad de Oxford protestó y sus profesores se dispersaron por todo Inglaterra, estableciéndose algunos en también en Cambridge. De Romanis visitó la ciudad dos veces, en noviembre de 1213 y mayo de 1214 para buscar una solución. De la actuación de De Romanis resultó, el 20 de junio de 1214, la Carta de la Universidad de Oxfor. Por ella, y entre otros temas, autorizaba a los ciudadanos el cobro de cantidades fijas vivienda y manutención de los estudiantes, un pago anual a la escuela, el derecho de la universidad para juzgar a cualquier persona relacionada con la misma y la creación del cargo de Rector como autoridad principal.
Ya en la corte papal, en 1216, fue nombrado primer Penitenciario mayor de la Iglesia. Fue gran amigo de Domingo de Guzmán, fundador de la Orden de Predicadores, a quien ayudó para reformar la vida de los monjes en Roma y restablecer la observancia de la regla en el monasterio de San Sixto, Roma. El cardenal De Romanis participó en el cónclave que eligió en 1216 al nuevo papa Honorio III. Murió a fines de 1218 o en 1219. Se desconoce dónde está enterrado.